# Никольский собор (Волоколамск)
Никольский собор — недействующий православный храм в городе Волоколамске Московской области, входящий в ансамбль Волоколамского кремля.
Построен в 1853—1862 годах и посвящён памяти погибших в Крымской войне. Параметры собора были выбраны с оглядкой на стоящий рядом Воскресенский собор XV века. У храма одна глава на широком барабане, полукружия закомар, два ряда окон (два света) подтверждают это. Новый собор сделан крестообразным в плане, средняя часть креста перекрыта куполом, на который поставлен световой барабан. В 1888 году между Никольским и Воскресенским соборами была построена колокольня.
В советское время Никольский собор был закрыт, а его внутреннее убранство уничтожено. В декабре 1941 года во время боёв за Волоколамск лишился главы, которая была воссоздана в ходе реставрационных работ в 1970-х годах. Кроме того, были проведены внешние и внутренние косметические работы. Сегодня в храме размещаются фонды Волоколамского историко-архитектурного музея.